# Rudice (ort i Tjeckien, Södra Mähren)
Rudice är en ort i Tjeckien.   Den ligger i regionen Södra Mähren, i den östra delen av landet, 190 km sydost om huvudstaden Prag. Rudice ligger 499 meter över havet och antalet invånare är 843.
Terrängen runt Rudice är platt åt nordost, men åt sydväst är den kuperad. Runt Rudice är det ganska tätbefolkat, med 111 invånare per kvadratkilometer. Närmaste större samhälle är Brno, 17,9 km sydväst om Rudice. I omgivningarna runt Rudice växer i huvudsak blandskog.